# クロロアクネ

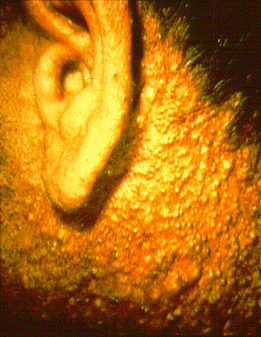
除草剤工場の作業員の顔と首にできたクロロアクネ。

クロロアクネまたは塩素座瘡（えんそざそう）とは、塩素の付加されたハロゲン化芳香族化合物（ダイオキシンや、ジベンゾフランなど）への過剰な暴露によって引き起こされるニキビのような発疹のことである。症状は主に頬、耳の裏、腋、鼠径部に見られる。
1897年にドイツの工場作業員が罹患しているのをボン・ベットマンが初めて報告し、当初は塩素への暴露によって引き起こされる症状だと考えられていた。クロロアクネと芳香族炭化水素との関連が指摘されはじめたのは1950年半ばになってからのことである。クロロアクネを引き起こすとされる物質はクロロアクネゲンと総称されている。
特にダイオキシン（多くの化学工程の副産物）との関連が強いため、ダイオキシン暴露の臨床症状として扱われている。

## 原因
クロロアクネは経口摂取や吸入で引き起こされることもあるが、皮膚との直接の接触が主な原因である。
クロロアクネゲンは脂溶性であるため、長期間にわたって身体に残留することとなる。この残留性とダイオキシンの化学的性質の相乗効果により、慢性的な炎症を起こす。齧歯類のモデルにより、ダイオキシンはマクロファージの増殖を促進する一連の受容体を活性化させ、好中球増加症を誘引すると考えられている。この過程は血清中の過剰の腫瘍壊死因子によって加速されるとされている。

## 治療
クロロアクネと診断が確定したら、まず最初にすべきことは患者とその周囲の人々を汚染源から離すことである。
持続性の症状は抗生物質やイソトレチノインで治療する。しかし、クロロアクネはどのような治療にも高い治療抵抗性を示す。

## 関連する症状
多汗症や晩発性皮膚ポルフィリン症はクロロアクネと合併しやすい。